# Mannequin Eyes
Mannequin Eyes è un singolo del gruppo musicale statunitense Julien-K, pubblicato il 16 febbraio 2016 come unico estratto dal quarto album in studio California Noir - Chapter Two: Nightlife in Neon.

## Pubblicazione
Come quanto accaduto con il terzo album in studio del gruppo, California Noir - Chapter One: Analog Beaches & Digital Cities, anche la promozione di Mannequin Eyes è stata frutto di un finanziamento collettivo lanciato dai Julien-K attraverso Indiegogo.

## Video musicale
Il videoclip, diretto e concepito da Amir Derakh, Ryan Shuck e Bobby Hewitt, è stato pubblicato il 15 marzo 2016.

## Tracce
Testi e musiche di Ryan Shuck, Amir Derakh e Eric Stoffel.
1. Mannequin Eyes – 3:39
2. Mannequin Eyes (The New Division Remix) – 3:29

## Formazione
Gruppo
- Ryan Shuck – voce, chitarra
- Amir Derakh – chitarra, basso, programmazione, sintetizzatore, percussioni, assolo di sintetizzatore
- Anthony "Fu" Valcic – programmazione, sintetizzatore, basso

Altri musicisti
- Eric Stoffel – programmazione e sintetizzatore aggiuntivi
- Caitlyn Youngblood – voce aggiuntiva

Produzione
- Amir Derakh – produzione, missaggio, registrazione
- Eric Stoffel – registrazione
- Mike Marsh – mastering